# Upper Steel Arch Bridge
Die Upper Steel Arch Bridge, auch Fallsview Bridge oder Honeymoon Bridge genannt, war eine Straßenbrücke zwischen Kanada und den Vereinigten Staaten. Die Brücke führte über die Niagara-Schlucht nördlich der Niagarafälle und 168 Meter südlich der heutigen Rainbow Bridge. Sie verband die amerikanische Stadt Niagara Falls im Bundesstaat New York und den kanadischen Ort Clifton, der ab 1903 Teil der neu gegründeten kanadischen Stadt Niagara Falls in der Provinz Ontario wurde.

## Konstruktion
Die Upper Steel Arch Bridge war eine zweigelenkige Stahl-Bogenbrücke mit einem großen Brücken-Hauptbogen, der mit 256 Metern zur damaligen Zeit die weltweit größte Spannweite hatte. Die auf dem Bogen aufgeständerte Fahrbahn wurde mit je einem Fischbauchträger mit dem Hochufer verbunden.
Obwohl die Brücke stabil gebaut wurde, war sie doch anfällig für Schwingungen, wie sie durch starke Windböen oder gleichmäßige Bewegungen von Personengruppen hervorgerufen werden. So geriet die Brücke am 8. Juni 1925 während einer Parade in heftige Schwingungen.

## Geschichte
Die Brücke wurde von dem Brückenbau-Ingenieur Leffert L. Buck entworfen. Der Bau begann 1897, im Jahr 1898 wurde sie für den Verkehr freigegeben.
Sie ersetzte die an dieser Stelle stehende Falls View Suspension Bridge, eine Hängebrücke, die abgebaut und weiter flussabwärts zwischen Queenston und Lewiston wieder aufgebaut wurde. Mit der Errichtung eines Wasserkraftwerks im Bereich der Wasserfälle wurden auch neue elektrisch betriebene Schienenfahrzeuge auf beiden Flussseiten benötigt. Das hohe Gewicht dieser Fahrzeuge zwang zum Bau der neuen Brücke, da die Tragkraft der alten Hängebrücke dafür nicht ausreichte. Die hölzerne Fahrbahn der neuen Stahlbogen-Brücke war dafür ausgelegt, die Schienenfahrzeuge der Great Gorge Scenic Railway zu tragen.

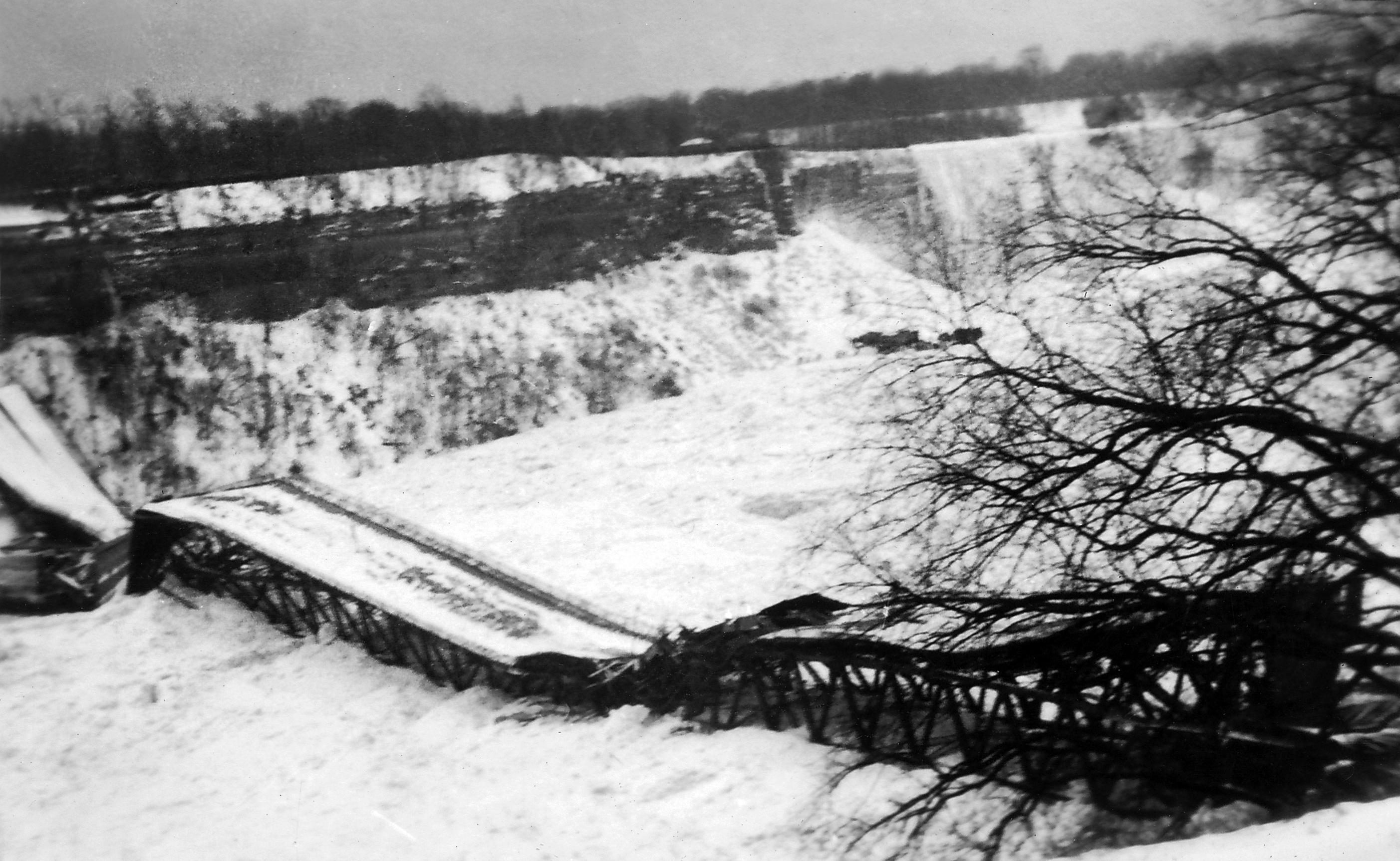
Die zusammengebrochene Brücke im eisbedeckten Fluss, Januar 1938

Im harten Winter des Jahres 1938 drückten im Fluss treibende Eisschollen gegen die ungewöhnlich tief liegenden Kämpfer dieser Brücke und führten schließlich am 27. Januar 1938 zu ihrem Zusammenbruch.
Im Jahr 1941 wurde die Upper Steel Arch Bridge durch die heute noch bestehende Rainbow Bridge ersetzt. Diese befindet sich allerdings 168 Meter weiter flussabwärts und ist mit deutlich höher platzierten Kämpfern ausgestattet.